# مقراب التقانة الجديدة

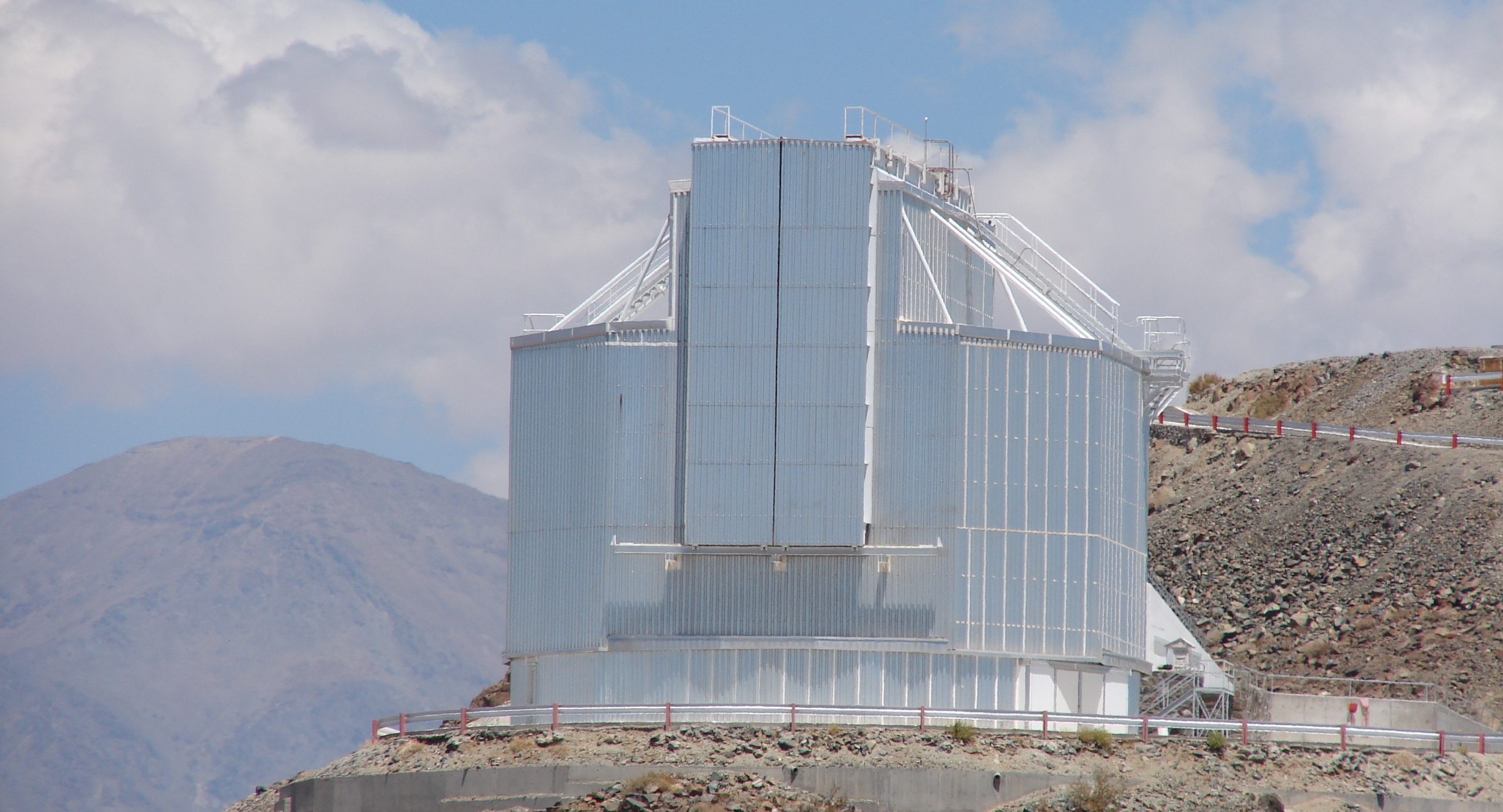
مقراب التقنية الجديدة NTT في شيلي.

مقراب التقنية الجديدة (بالإنجليزية:New Technology Telescope أو NTT) هو مقراب ذو مرآة قطر 6و3 متر وأحد مقرابات سيلا بشيلي، وهو يتبع المرصد الأوروبي الجنوبي.

## مواصفاته
يتبع المقراب بيمرصد الأوروبي الجنوبي ESO وهو يعمل منذ 1989. والمقراب مزود ببصريات نشيطة وهي تسمح بأخذ صور عالية الجودة، في حين أن المرآة خفيفة ورقيقة، يُضبط وضعها بواسطة رافعات تحتها. وقد تغير اسم المقراب فيما بعد وأصبح اسمه المقراب الوطني جاليليو TNG.
وبينما كانت للمقاريب السابقة الموجودة مثل المقراب الضوئي الشمالي مرايا خفيفة تضبطها الروافع ولكن مقراب التقنية الجديدة يعتبر أول مقراب يستعمل بصريات نشيطة بالكامل. ويتضمن تصميمه وتصميم المبنى الحاوي له عدة صفات ثورية ومن هنا تأتي تسميته. فقد اتخدت وسائل جديدة لتهوية المقراب، ولا يوجد بالقرب منه آية أجهزة تنبعث منها حرارة. وقد أجريت على المقراب منذ بداية عملة عدة تعديلات بغرض تحسي جودة الصور التي يقوم بتصويرها في السماء. وكان محلا لاختبار التصميمات الهندسية وبرمجة المقاريب العظيمة

## أجهزته
يحوي المقراب حاليا جهازين:
- جهاز صوفي SofI وهو أحد أجهزة المقراب العظيم، وهو يقيس الأشعة تحت الحمراء القريبة (من الضوء المرئي) ومطياف منخفض التباين وله وحدات إلكنترونية لقياس الاستقطاب وتباين زمني سريع.
- مطياف الأجرام الخافته وكاميرا v.2، وهي تلتقط في نطاق الضوء المرئي وذات مطياف منخفض التباين، والمطياف مزود أيضا بمطياف لقياس أجرام عديدة في نفس الوقت، وكذلك يقيس الاستقطاب وله وحدات لقياس الهالات coronography.

## اقرأ أيضا
| - مرصد بارانال - المرصد الأوروبي الجنوبي - مقراب - مرآة مجزأة - مقراب انكساري - مقراب جيمس ويب الفضائي - مرصد ديناميكا الشمس - مرصد كيك - مرصد مولارد الراديوي - مقراب سبيتزر الفضائي | - مرصد سوبارو - مرصد جيميني - مرصد مونا كيا - استشعار عن بعد - مسبار فضائي - مرصد هابل الفضائي - مقراب المسح الفلكي - علم الفلك - رصد فلكي - علم الفلك للأشعة السينية |  |